# هری گرانت (بازیکن فوتبال)
هری گرانت (انگلیسی: Harry Grant؛ زادهٔ ۳۱ دسامبر ۱۹۹۳) بازیکن فوتبال اهل بریتانیا است.
از باشگاه‌هایی که در آن بازی کرده‌است می‌توان به باشگاه فوتبال شفیلد ونزدی، باشگاه فوتبال چیپنهام تاون، باشگاه فوتبال میدنهد یونایتد، باشگاه فوتبال گیلینگام، باشگاه فوتبال ردینگ، باشگاه فوتبال بروملی، باشگاه فوتبال فارن‌بورو، و باشگاه فوتبال هیز و یدینگ یونایتد اشاره کرد.